# C9orf135
C9orf135 (англ. Chromosome 9 open reading frame 135) – білок, який кодується однойменним геном, розташованим у людей на короткому плечі 9-ї хромосоми. Довжина поліпептидного ланцюга білка становить 229 амінокислот, а молекулярна маса — 26 445.
| 10         |  | 20         |  | 30         |  | 40         |  | 50         |
| ---------- |  | ---------- |  | ---------- |  | ---------- |  | ---------- |
| MDSLDRSCQD |  | WCDRKQHWLE |  | IGPPDLVERK |  | GSLTLRSHHK |  | KYSKPVLVYS |
| WHRDREAFPK |  | GYDIEGPEKV |  | KKLCNSTYRR |  | LGTDESPIWT |  | SETHEKLSQM |
| CLNTEWVEMK |  | SKALLNEETV |  | SSGIIERVTG |  | LPATGFGAVF |  | PRHPPDWSKM |
| CALTTYSEDY |  | VPPYDYQPHA |  | YPCQDDYSIV |  | HRKCRSQFTD |  | LNGSKRFGIN |
| TWHDESGIYA |  | NSDVKQKLYP |  | LTSGPIVPI  |  |            |  |            |

A: Аланін

C: Цистеїн

D: Аспарагінова кислота

E: Глутамінова кислота

F: Фенілаланін

G: Гліцин

H: Гістидин

I: Ізолейцин

K: Лізин

L: Лейцин

M: Метіонін

N: Аспарагін

P: Пролін

Q: Глутамін

R: Аргінін

S: Серин

T: Треонін

V: Валін

W: Триптофан

Задіяний у такому біологічному процесі, як альтернативний сплайсинг. 
Локалізований у мембрані.